# Мртва тачка (машинство)
У клипним моторима мртва тачка означава позицију клипа где је он или најдаље од радилице (горња мртва тачка) или је најближи радилици (доња мртва тачка). У основи ово значи да је клип завршио своје кретање и тада се користи прикупљена енергија замајца да се превазиђе мртва тачка, односно да клип настави своје кретање. Ово не представља проблем код вишеклипних мотора јер неће сви клипови бити у истом тренутку у мртвој тачки.
У клипним моторима горња мртва тачка првог клипа је тачка од које се одређује редослед паљења. На пример угао предпаљења се одређује у степенима ротације радилице односно у степенима пре горње мртве тачке.